# Oriol Jara
Oriol Jara (Barcelona, 21 de enero de 1980)es un guionista, escritor, productor de televisión y activista cristiano español.

## Biografía
Nacido en Barcelona (1980), en el seno de una familia no creyente. Uno de sus abuelos era un científico ateo. Durante su adolescencia buscó a Dios en el budismo, hinduismo, judaísmo, hasta su conversión al catolicismo.
Trabaja en el mundo de la radio y la televisión (desde 2000). Fue subdirector del programa de televisión Buenafuente (2007), y guionista de los programas de TV3 Polònia y Crackòvia, dirigió el programa de Viacom El Roast de España y la serie This is Philosophyy fue el productor de La tarde de Catalunya Ràdio (2022).

## Publicaciones
- Diez razones para creer en Dios (Albada, 2022), donde explica el proceso de conversión al cristianismo a través de la intelectualidad y la razón, fue entrevistado en varios medios.[6][7]
- Conversación con Dios (Aldaba, 2024) dedicado a todas las abuelas que han pasado la antorcha del Evangelio a la generación siguiente.[3]